# Santa Combinha
Santa Combinha é uma povoação portuguesa do Município de Macedo de Cavaleiros que foi sede da extinta Freguesia de Santa Combinha, freguesia que tinha 4,90 km² de área e 56 habitantes (2011), e, por isso, uma densidade populacional de 11,4 hab/km².
A Freguesia de Santa Combinha foi extinta (agregada) pela reorganização administrativa de 2012/2013, tendo o seu território sido agregado ao da Freguesia de Podence para criar a nova União de Freguesias de Podence e Santa Combinha.

## População
| População da freguesia de Santa Combinha | População da freguesia de Santa Combinha | População da freguesia de Santa Combinha | População da freguesia de Santa Combinha | População da freguesia de Santa Combinha | População da freguesia de Santa Combinha | População da freguesia de Santa Combinha | População da freguesia de Santa Combinha | População da freguesia de Santa Combinha | População da freguesia de Santa Combinha | População da freguesia de Santa Combinha | População da freguesia de Santa Combinha | População da freguesia de Santa Combinha | População da freguesia de Santa Combinha | População da freguesia de Santa Combinha |
| ---------------------------------------- | ---------------------------------------- | ---------------------------------------- | ---------------------------------------- | ---------------------------------------- | ---------------------------------------- | ---------------------------------------- | ---------------------------------------- | ---------------------------------------- | ---------------------------------------- | ---------------------------------------- | ---------------------------------------- | ---------------------------------------- | ---------------------------------------- | ---------------------------------------- |
| 1864                                     | 1878                                     | 1890                                     | 1900                                     | 1911                                     | 1920                                     | 1930                                     | 1940                                     | 1950                                     | 1960                                     | 1970                                     | 1981                                     | 1991                                     | 2001                                     | 2011                                     |
| 155                                      | 178                                      | 191                                      | 152                                      | 161                                      | 126                                      | 137                                      | 157                                      | 172                                      | 178                                      | 130                                      | 104                                      | 88                                       | 72                                       | 56                                       |

Nos anos de 1864 a 1890 pertencia ao concelho de Bragança. Passou para o actual concelho por decreto de 14/08/1895